# Thecla vespianus
Thecla vespianus är en fjärilsart som beskrevs av Butler och Druce 1872. Thecla vespianus ingår i släktet Thecla och familjen juvelvingar. Inga underarter finns listade i Catalogue of Life.